# Klasztor Franciszkanów w Częstochowie
Klasztor Franciszkanów w Częstochowie − dom zakonny franciszkanów w Częstochowie, wchodzący w skład prowincji Wniebowzięcia NMP Zakonu Braci Mniejszych w Polsce, na terenie archidiecezji częstochowskiej, w województwie śląskim.
Kościół przyklasztorny pełni rolę świątyni parafialnej dla Parafii Niepokalanego Poczęcia NMP w Częstochowie.

## Historia
Prowincja katowicka posiadała najpierw nieerygowaną placówkę w Częstochowie przy ul. Zawierciańskiej 4, gdzie prowadzono ogrodnictwo. Dom zakonny erygowano w październiku 1987. W 1988 bp Stanisław Nowak poprosił franciszkanów o założenie parafii i podjęcie pracy duszpasterskiej na jej terenie z równoczesną budową nowego kościoła i klasztoru. Erekcja parafii nastąpiła w styczniu 1988. W 1991 w klasztorze miał na krótko swoją siedzibę postulat.
Franciszkanie zamieszkali w nowym klasztorze w 1992. Erekcja nowego domu zakonnego miała miejsce 26 lutego 1993 za prowincjałatu o. dra Damiana Szojdy OFM. Nowy kościół pw. Niepokalanego Poczęcia NMP został pobłogosławiony przez abpa Stanisława Nowaka 8 grudnia 1999. Oficjalne poświęcenie kościoła miało miejsce 1 czerwca 2010. Dokonał go abp Stanisław Nowak w obecności prowincjała o. dra Ezdrasza Biesoka OFM.
Do wspólnoty klasztoru franciszkanów w Częstochowie, zgodnie z tradycją prowincji, przypisany jest o. dr Dobromir Jasztal OFM misjonarz w Kustodii Ziemi Świętej.

## Przełożeni[2]
- o. Ludwik Nowicki- gwardian (1987–1989);
- o. Atanazy Augustyn - gwardian (1989–1991);
- o. Arnold Kołodziejski - gwardian (1991–1992);
- o. Bernardyn Bednorz - gwardian (1992–1994);
- o. Jeremiasz Franczak - gwardian (1994–1995);
- o. Beniamin Opara - gwardian (1995–1998);
- o. Lubomir Jędykiweicz - gwardian (1998–2001);
- o. Beniamin Opara - gwardian (2001–2004);
- o. Felicjan Kraft (2004–2013)